# Gehrde
Gehrde település Németországban, azon belül Alsó-Szászország tartományban. Lakosainak száma 2644 fő (2023. december 31.). Gehrde Neuenkirchen-Vörden, Rieste és Alfhausen községekkel határos.

## Népesség
A település népességének változása:
| Lakosok száma | 2488 | 2539 | 2545 | 2574 | 2643 | 2644 |
|               | 2016 | 2017 | 2019 | 2021 | 2022 | 2023 |